# Svenska mästerskapet i fotboll 1896
Svenska mästerskapet i fotboll 1896 vanns av Örgryte IS efter en finalseger mot Idrottens Vänner med 3-0 på Skånska husarregementets fotbollsplan i Helsingborg den 8 augusti 1896. Detta var det första svenska mästerskapet som spelades och således var detta även Örgryte IS första SM-guld.
I samband med att Svenska Idrottsförbundet arrangerade svenska mästerskapen i allmän idrott i Helsingborg detta år anordnade man samtidigt för första gången en tävling om svenskt mästerskap i fotboll. Svenska Idrottsförbundet kom sedan att arrangera de kommande sju årens mästerskap fram till och med 1903.

## Final
|  | 8 augusti 1896 | Örgryte IS | 3 – 0   | Idrottens Vänner | Skånska husarregementets fotbollsplan |             |
|  |                |            | (2 – 0) |                  | Helsingborg                           | Helsingborg |
|  |                |            |         |                  | Helsingborg                           | Helsingborg |
|  |                |            |         |                  | Helsingborg                           | Helsingborg |